# 打出駅 (富山県)
打出駅（うちいでえき）は、富山県富山市打出にあった富山地方鉄道射水線の駅（廃駅）である。射水線の廃線に伴い1980年（昭和55年）4月1日に廃駅となった。

## 歴史
- 1926年（大正15年）7月21日：越中電気軌道四方駅 - 打出浜駅間延伸開通に伴い打出駅（初代、新富山駅起点8.1 km地点）、打出浜駅（うちいではまえき、新富山駅起点8.5 km地点）の2駅が開業[1]。
- 1927年（昭和2年）2月13日：鉄道会社名を越中鉄道に改称。それに伴い同鉄道の駅となる[2]。
- 1929年（昭和4年）7月2日：打出浜駅 - 堀岡駅間延伸開通に伴い打出浜駅が中間駅となる[2]。
- 1932年（昭和7年）- 1934年（昭和9年）頃：富山飛行場の開場に伴い、打出駅（初代）を富山飛行場前駅（とやまひこうじょうまえ）に改称[1]。
- 1943年（昭和18年）1月1日：交通統合に伴い富山地方鉄道射水線の駅となる[1][2]。
- 1946年（昭和21年）以前：富山飛行場前駅廃止[1]。また打出浜駅を新富山方に0.1 km移設の上打出駅（2代目）に改称[1][注釈 1]。
- 時期不詳：無人化[3]。
- 1980年（昭和55年）4月1日：射水線の廃線に伴い廃止となる[1][2]。

## 駅構造
廃止時点で、単式ホーム1面1線を有する地上駅であった。ホームは線路の北側（新港東口方面に向かって右手側）に存在した。
無人駅となっていた。有人駅時代の駅舎は撤去されたがホームに待合所を有した。

## 駅周辺
- 国道415号
- 貴船神社

## 駅跡
線路跡は四方駅跡南方附近から終点・新港東口駅附近までサイクリングロードとなっている。1997年（平成9年）時点では、線路跡地はそのサイクリングロードであった。2006年（平成18年）時点、2010年（平成22年）時点でも同様であった。

## 隣の駅
富山地方鉄道
射水線
四方駅 - 打出駅 - 本江駅
かつて四方駅と当駅（初代）との間に和合ノ浦駅（わごのうらえき）が存在した（1929年（昭和4年）7月9日開業、1931年（昭和6年）6月4日廃止）。